# Jumerto
Jumerto is een bestuurslaag in het regentschap Jember van de provincie Oost-Java, Indonesië. Jumerto telt 2762 inwoners (volkstelling 2010).